# Sionwijk
De Sionwijk is een wijk in de Belgische stad Kortrijk. De woonwijk bevindt zich ten zuidoosten van de historische binnenstad. Ze situeert zicht ten zuiden van de voormalige spoorlijn Kortrijk-Avelgem, ten westen van de wijk Soetens Molen, ten noorden van E17 en ten oosten van de Drie Hofstedenwijk. Kenmerkend voor deze woonwijk is dat vrijwel alle straten vernoemd zijn naar een boom- of fruitsoort.

## Heden
- De wijk is met de rest van de stad verbonden via de voorstadslijnen 91, 92 en 93.

Belgische gemeenten · Arrondissement Kortrijk · West-Vlaanderen · Vlaanderen